# توني هاي
توني هاي (بالإنجليزية: Tony Hey)‏ هو عالم حاسوب وفيزيائي بريطاني، ولد في 17 أغسطس 1946 في برمنغهام في المملكة المتحدة.